# Sonata da Caccia
Sonate da Caccia (opus 11) is een compositie van de Britse componist Thomas Adès.
Adès greep in zijn jonge jaren nog wel eens terug op oudere klassieke muziek. Voor dit werk koos hij een bezetting die terugvoerde op kamermuziek van Claude Debussy (Six sonates pour divers instruments), wat de componist nooit zou voltooien. Er wordt gemusiceerd door een hoboïst, hoornist en klavecinist. Adès is tegelijkertijd liefhebber van de muziek van François Couperin, die op zich weer een liefhebber was van de muziek van Arcangelo Corelli en Jean-Baptiste Lully.
Het werk bestaat uit vier delen:
- Gravement
- Gayëment
- Naïvement
- Galament

Adès nam zelf zitting achter het klavecimbel bij de opnamen voor EMI Music in mei 1997 in de Abbey Road Studios; collegae waren Michael Nieseman (hobo) en Andrew Clark (hoorn). Het bleef voor zover bekend de enige opname. Het veertien minuten durende werk, dat besteld werd door de British Broadcasting Corporation (BBC) ging op 19 april 1994 in première in Birmingham, ook daar Adès had de leiding.